# Niederhombrechen
Niederhombrechen ist eine Hofschaft in Hückeswagen im Oberbergischen Kreis im Regierungsbezirk Köln in Nordrhein-Westfalen (Deutschland).

## Lage und Beschreibung
Niederhombrechen liegt im nördlichen Hückeswagen oberhalb der Wuppertalsperre. Nachbarorte sind  Oberhombrechen, Mittelhombrechen, Neukretze, Kormannshausen, Mitberg und Karrenstein. Die Hofschaft ist über eine Zufahrtsstraße erreichbar, die bei Kormannshausen von der Kreisstraße K11 abzweigt und auch Neukretze anbindet.
In Niederhombrechen entspringt der Niederhombrechener Bach, ein Zufluss des westlich verlaufenden Kretzer Bachs, der wiederum in der nahen Wuppertalsperre mündet.

## Geschichte
1481 wurde der Ort das erste Mal in einer Spendenliste für den Marienaltar der Hückeswagener Kirche urkundlich erwähnt. Schreibweise der Erstnennung: zo Hombrechen. Die Karte Topographia Ducatus Montani aus dem Jahre 1715 zeigt den Hof als Hombreck. Im 18. Jahrhundert gehörte der Ort zum bergischen Amt Bornefeld-Hückeswagen.
1815/16 lebten 23 Einwohner im Ort. 1832 gehörte Niederhombrechen unter dem Namen Siebelshombrechen der Herdingsfelder Honschaft an, die ein Teil der Hückeswagener Außenbürgerschaft innerhalb der Bürgermeisterei Hückeswagen war. Der laut der Statistik und Topographie des Regierungsbezirks Düsseldorf als Weiler kategorisierte Ort besaß zu dieser Zeit fünf Wohnhäuser. Zu dieser Zeit lebten 21 Einwohner im Ort, allesamt evangelischen Glaubens.
Im Gemeindelexikon für die Provinz Rheinland werden 1885 sechs Wohnhäuser mit 49 Einwohnern angegeben. Der Ort gehörte zu dieser Zeit zur Landgemeinde Neuhückeswagen innerhalb des Kreises Lennep. 1895 besitzt der Ort sechs Wohnhäuser mit 38 Einwohnern, 1905 vier Wohnhäuser und 16 Einwohner.

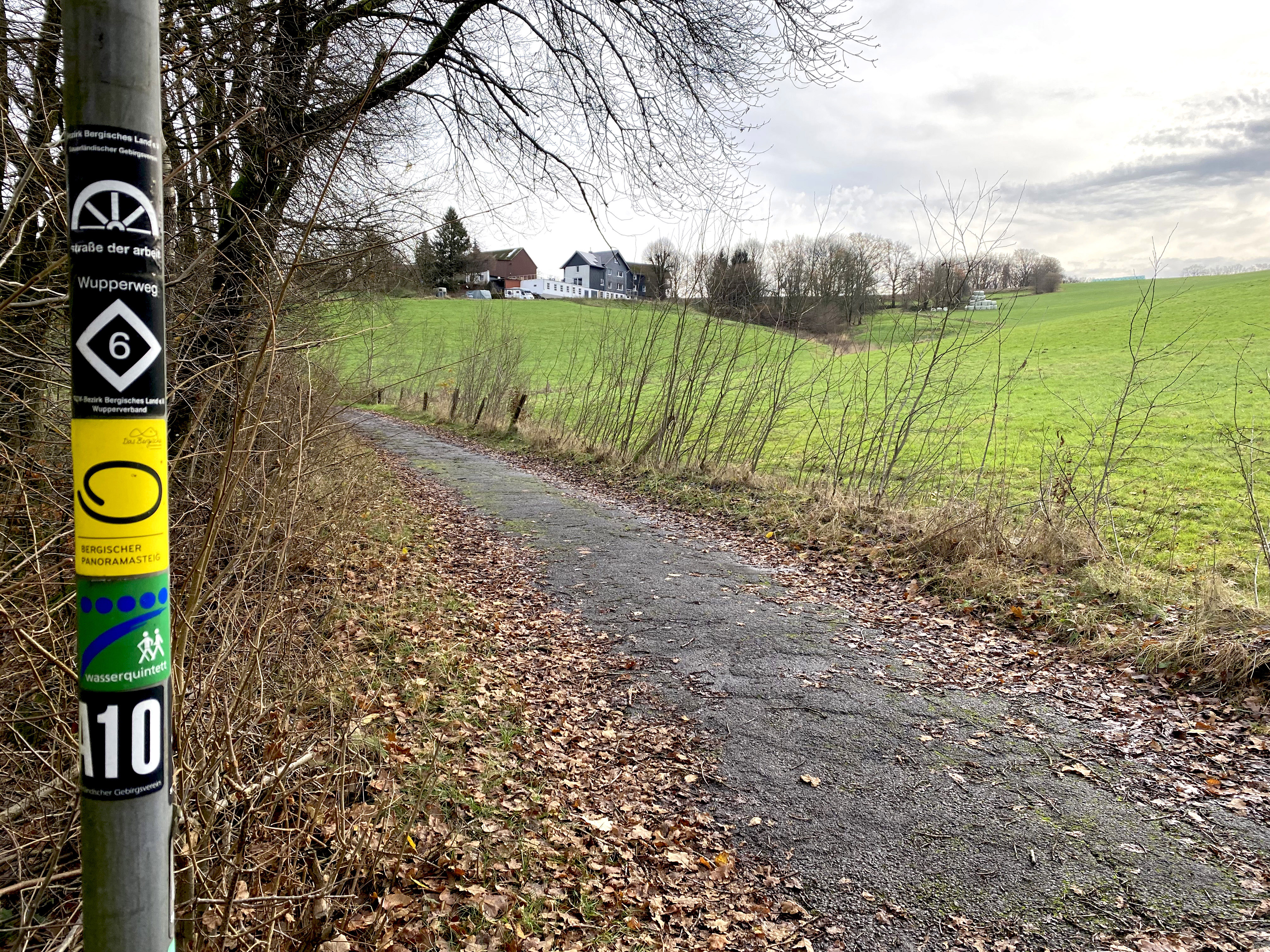

## Wander- und Radwege
Folgende Wanderwege führen durch den Ort oder an ihm vorbei:
- Bergischer Panoramasteig
- Der Bezirkswanderweg ◇6 (Wupperweg) des SGV-Bezirks Bergisches Land
- Wasserquintett (Bergischer Talsperrenweg)
- Die Straße der Arbeit des SGV-Bezirks Bergisches Land
- Der Ortsrundwanderweg A10

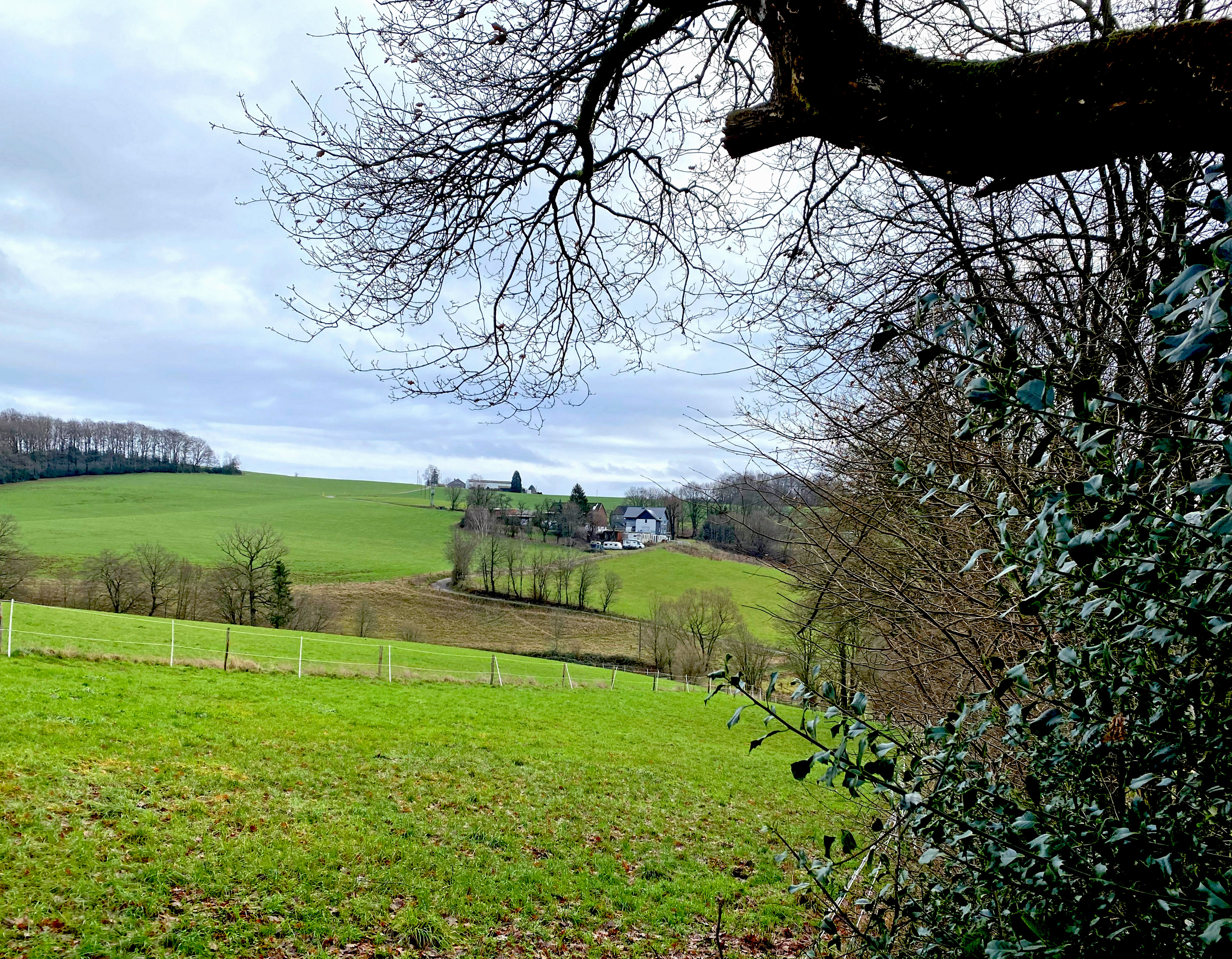
Niederhombrechen in der Landschaftskulisse
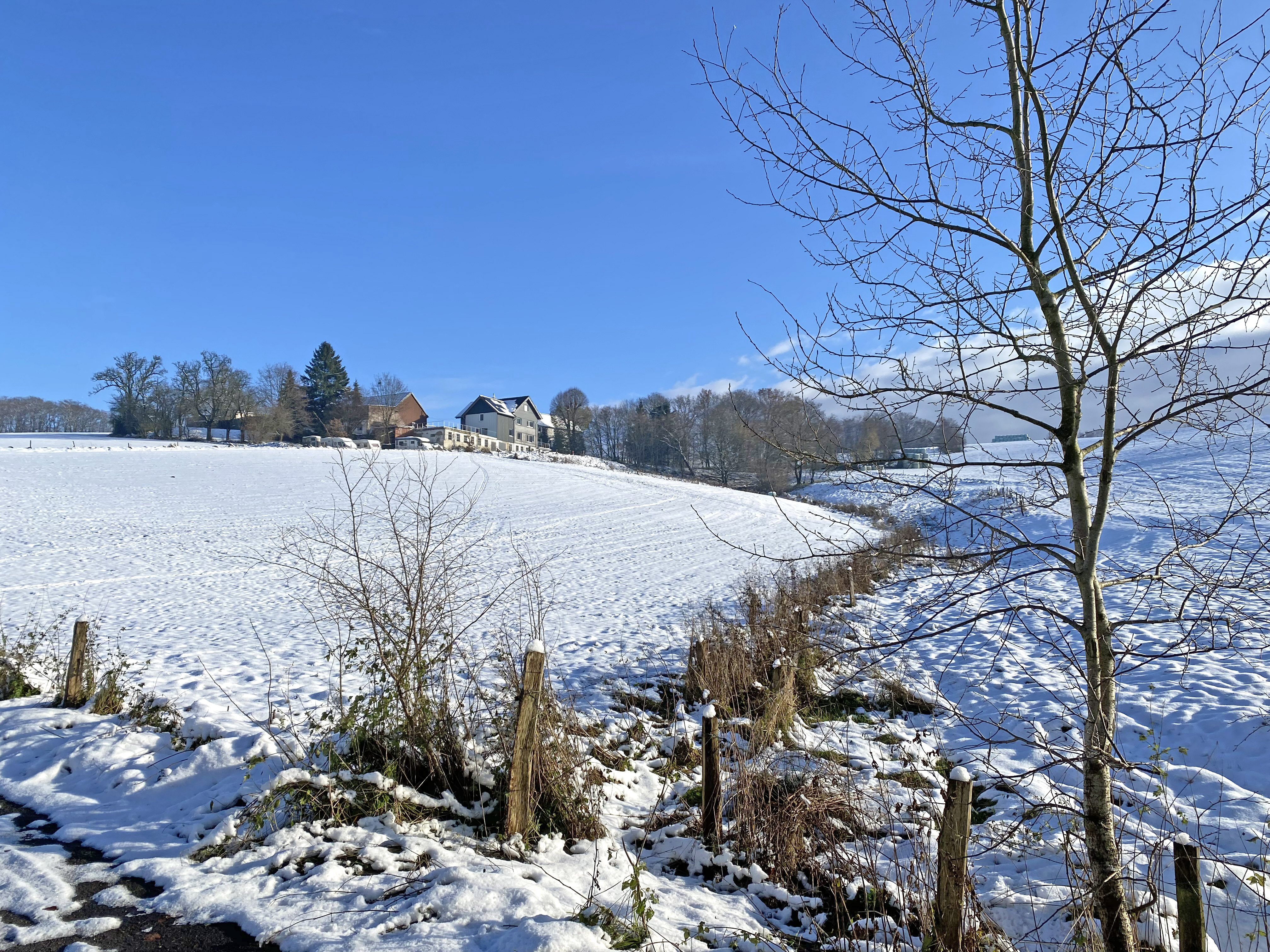
Niederhombrechen mit Niederhombrechener Bach